# SJM (기업)
주식회사 SJM은 대한민국의 벨로우즈(BELLOWS) 기업이다.
2022년 전기차 기술 스타트업인 엠에이치기술개발의 추가 지분을 인수하여 최대 주주 지위와 경영권을 확보했다.

## 사건 사고

### 에스제이엠 용역폭력사태
2012년 SJM의 이사가 노조원들이 농성 중인 사업장에 경비원을 투입해 안산 SJM 공장 내 폭력사태를 주도하여 구속된 적이 있다.

## 본점 및 지점 현황
- 본사: 경기도 안산시 단원구 별망로 459번길 20 (목내동)
- 사화공장: 경기도 시흥시 공단1대로 322번길 54 (정왕동)